# Hans Sochaczewer
Œuvres principales
Groß ist Deine Treue. Roman des jüdischen Wilna (1957)
Hans Sochaczewer aussi connu sous le nom de José Orabuena, né le 10 août 1892 à Berlin en Allemagne et mort le 16 février 1978 à Ascona en Suisse, est un écrivain allemand.

## Biographie

### Jeunesse
Hans Sochaczewer naît dans une famille juive assimilée de Berlin. Pendant la Première Guerre mondiale, il est en garnison à Vilnius où il découvre la religiosité et la culture des juifs orientaux, ce qui marque fortement Sochaczewer qui n'a pas été éduqué dans la tradition juive. Il écrira plus tard un roman sur les juifs de Vilnius, Groß ist Deine Treue. Roman des jüdischen Wilna (« Grande est ta fidélité. Roman de la Vilnius juive »), qui ne sera publié qu'en 1957. Après la guerre il collabore aux journaux Vossische Zeitung et Berliner Tageblatt.

### Exil
Après l'arrivée au pouvoir d'Hitler en 1933, son nom figure dans les listes des auteurs interdits par le régime nazi. Hans Sochaczewer s'exile au Danemark où il restera pendant toute la guerre. À la recherche de ses racines, il se dit d'origine judéo-espagnole, descendant de la famille Orabuena expulsée d'Espagne en 1492 et se fait désormais appeler José Orabuena. Il meurt en exil, en Suisse.

## Ouvrages
- 1927, Hans Sochaczewer, Henri Rousseau, nouvelle, Potsdam, Gustav Kiepenheuer Verlag
- 1927, Hans Sochaczewer, Sonntag und Montag, Potsdam
- 1928, Hans Sochaczewer, Das Liebespaar, roman, Vienne, Paul Zsolnay Verlag
- 1929, Hans Sochaczewer, Menschen nach dem Kriege, roman, Vienne, Paul Zsolnay Verlag
- 1930, Hans Hell, M. d. R. Mitglied des Reichstags, roman, Vienne, Paul Zsolnay Verlag
- 1931, Hans Sochaczewer, Die Untat, roman, Berlin, Gustav Kiepenheuer Verlag
- 1957, José Orabuena, Glück und Geheimnis (Lebensgeschichte des Pater Marcellus), Schöningh Verlag
- 1959, José Orabuena, Gross ist deine Treue. Roman des jüdischen Wilna, Zürich, Paderborn
- 1963, José Orabuena, Zur Geschichte meines Wilna-Romans “Groß ist Deine Treue”, Zürich, Paderborn
- 1964, José Orabuena, Im Tale Josaphat, Meine Lebensgeschichte, Zürich, Paderborn
- 1971, José Orabuena, Das Urlicht. Die Erzählungen des weisen Elias, Paderborn
- 1980, José Orabuena, Tragische Furcht, roman, Fribourg, Herder Verlag

## Sources
- (de) Volker Weidermann, 2009, Das Buch der verbrannten Bücher, btb-Verlag